# 都賀町
都賀町（日语：／ Tsuga machi */?）是位於栃木縣南部，屬下都賀郡的一町。

## 历史

### 沿革
- 1889年4月1日 - 町村制施行，家中村、赤津村（日语：赤津村 (栃木県)）（あかつむら）成立。
- 1955年4月1日 - 家中村與赤津村合併為都賀村。
- 1963年11月3日 - 町制施行，都賀村改制為都賀町。
- 2010年3月29日 - 栃木市、都賀町、大平町、藤岡町合併為栃木市。

## 地域

### 教育

#### 中学校
- 都賀町立都賀中学校

#### 小学校
- 都賀町立赤津小学校
- 都賀町立家中小学校
- 都賀町立合戦場小学校